# روژان (مجموعه تلویزیونی)
روژان (به معنای زندگی) یک مجموعه تلویزیونی محصول سال ۱۳۸۲ به کارگردانی و نویسندگی ماشاالله شاهمرادی‌زاده و تهیه‌کنندگی سیدرضا شکری می‌باشد که از شبکه دو پخش شد. این مجموعه در ۱۳ قسمت ۴۵ دقیقه‌ای تهیه شده است.

## خلاصه داستان
داستان نوجوانانی است که در بیمارستان به دیدار مجروحین جنگ ایران و عراق می‌روند. آن‌ها در هر قسمت به بیان یکی از خاطرات رزمندگان در دوران جنگ ایران و عراق می‌پردازند و هر بار تعداد نوجوانان بیشتری جذب این خاطرات می‌شوند.
این مجموعه مقطعی از زندگی حمید (رضا ایرانمنش) را در دوران جنگ ایران و عراق روایت می‌کند. ماجرا از زمانی آغاز می‌شود که او به خواستگاری دختر مورد علاقه اش به نام معصومه (پرستو صالحی) می‌رود، اما با مخالفت پدر او (رضا سعیدی) روبه رو می‌شود. حمید به جبهه برمی گردد و مجروح می‌شود و در حالی که صورتش کاملاً باندپیچی شده، در بیمارستانی در تهران بستری می‌شود تا این که معصومه که معلم
مدرسه است، به‌طور اتفاقی با شاگردانش برای عیادت از مجروحان به بیمارستان می‌آیند.

## 
- رضا ایرانمنش
- رضا توکلی
- پرستو صالحی
- جعفر دهقان
- رضا سعیدی
- سیامک اشعریون
- مجید عبدالعظیمی
- مصطفی بیطرفان
- مهران احمدی
- هما خاکپاش
- سعید سلطانی
- فاطمه شاهمرادی زاده
- علی بوکانیان
- رؤیا خلیلی
- رشید بهمنی